# Ribadiso da Baixo
Ribadiso (Rivadiso in spagnolo) è un villaggio  situato nella comunità autonoma della Galizia situato sul tracciato del Camino Francés a circa 41 km dalla città di Santiago di Compostela.